# Grzęda Rysów

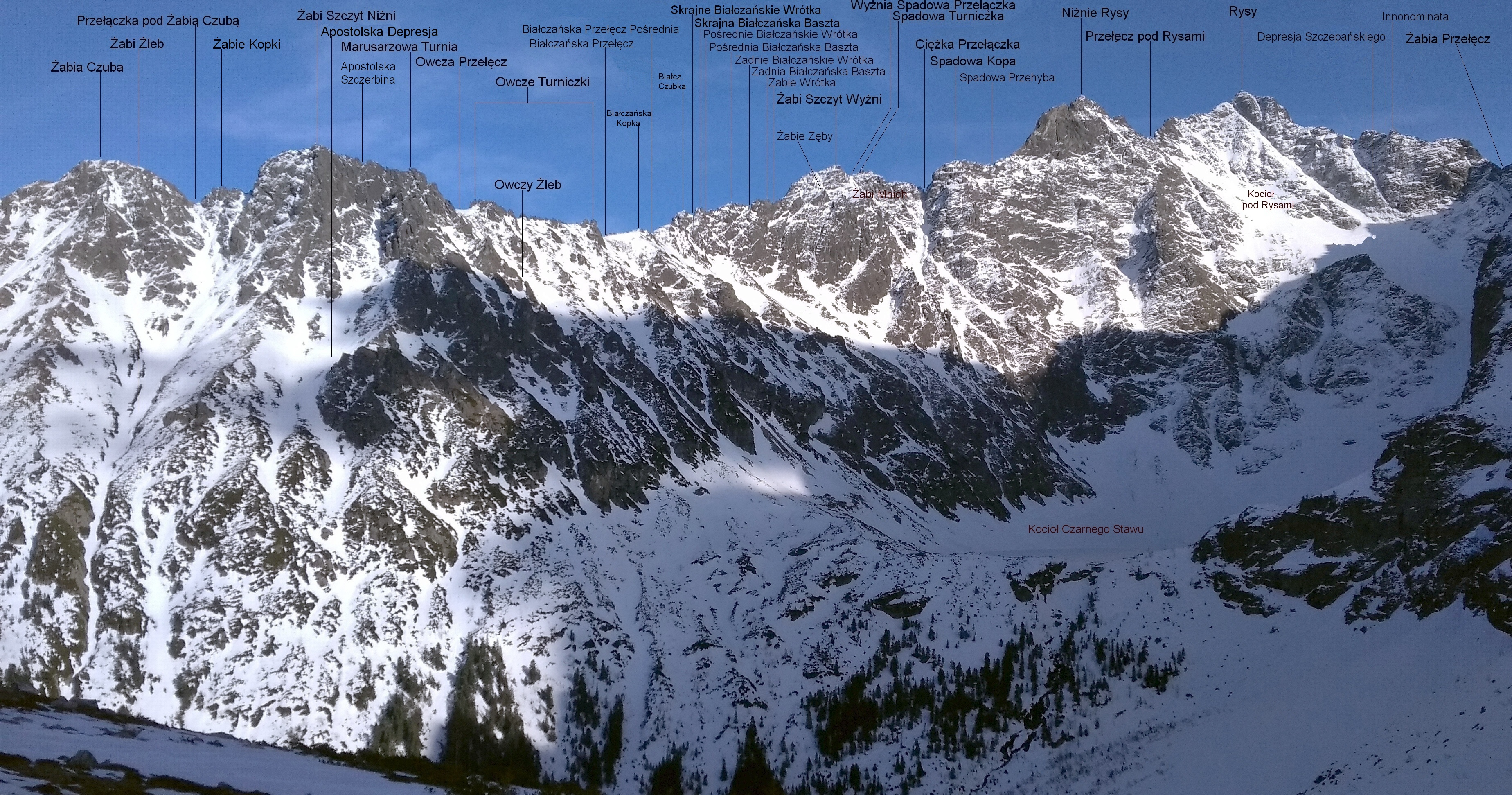

Grzęda Rysów – płytowa wypukłość na północnej ścianie Rysów w Tatrach Polskich. Opada z północnej grani Rysów do Kotła pod Rysami, tworząc orograficznie prawe ograniczenie Rysy. Jest mało stroma, w dolnej części poderwana pionową ścianką o wysokości 20 m. Nie jest to typowa grzęda, Władysław Cywiński w 8 tomie przewodnika Tatry nazywa ją tzw. grzędą.
Grzędą Rysów prowadzi część znakowanego szlaku turystycznego na Rysy. Od Czarnostawiańskiego Kotła różnica wysokości wynosi 920 m, czas przejścia 2 godz 30 min. Na ostrze Grzędy pod Rysami wychodzi się systemem półek. Odcinek prowadzący litymi płytami ostrzem Grzędy jest ubezpieczony łańcuchami, ponadto posiada wyrżnięte w skale stopnie.

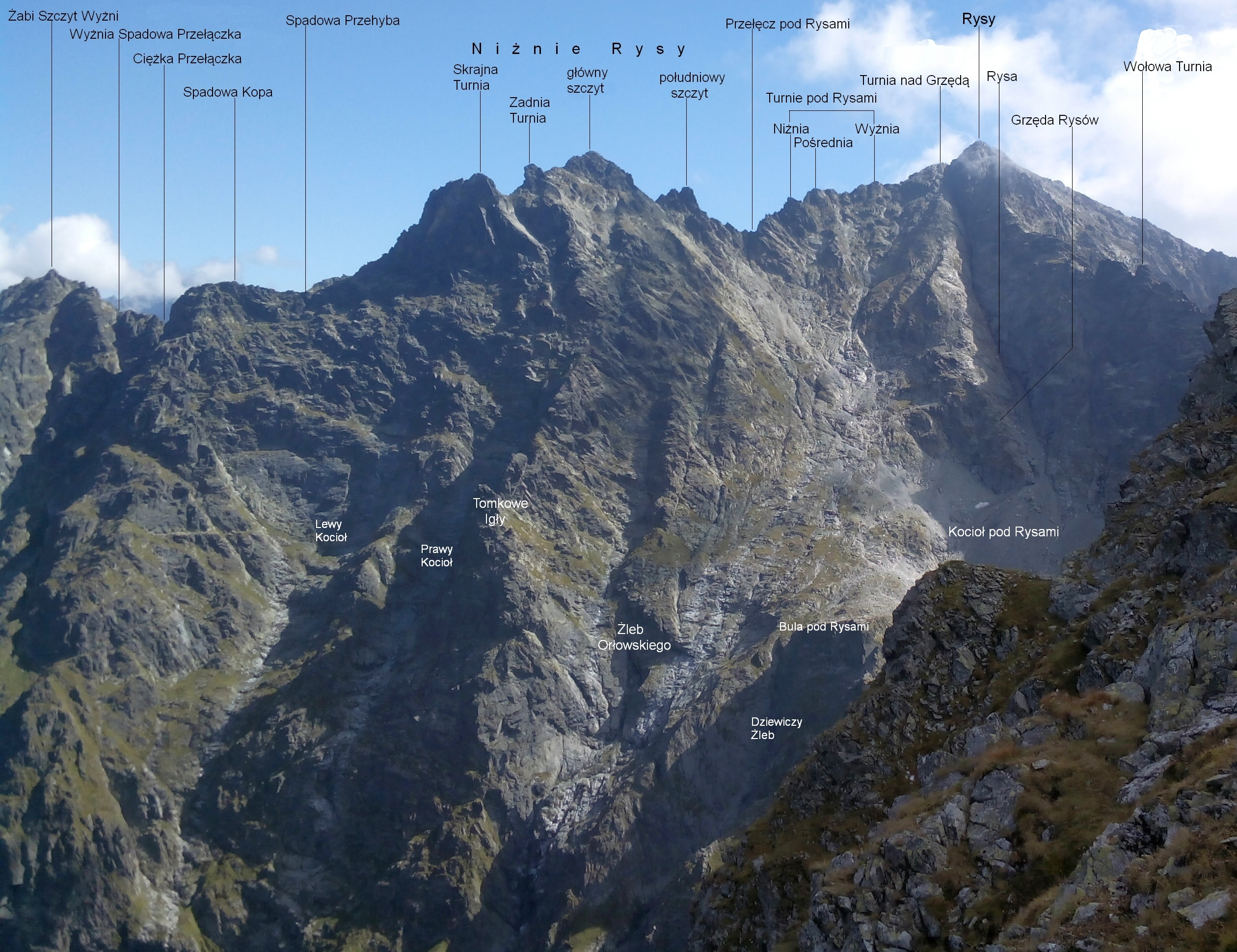